# Предикация
Предикацията е свързването на подлога и сказуемото в едно изречение. Глаголът е центърът, ядрото и неговата синтактична функция е да изразява предикация. Това е функцията му да бъде сказуемо в изречението.
От тази гледна точка действието или състоянието могат да бъдат наречени и с термина предикативен признак, защото връзката между глаголното лице и действието или състоянието е предикативна. Чрез такъв тип връзка действието или състоянието се приписва на своя носител, производител (глаголното лице).
Предикативността се изразява чрез формите на личния глагол. Предикативната връзка е динамична и в тази връзка субектът и признакът не могат да образуват едно общо понятие, както е при атрибутивния тип връзка.